# منتخب غينيا الاستوائية لكرة القدم للسيدات
منتخب غينيا الاستوائية لكرة القدم للنساء هو المنتخب الذي يمثل غينيا الاستوائية في منافسات كرة القدم للنساء، يتم إدارة شؤونه من قبل اتحاد غينيا الاستوائية لكرة القدم، أبرز إنجازاته هو تأهله إلى بطولة كأس العالم لكرة القدم للسيدات 2011 في ألمانيا، وعلى الصعيد الأفريقي أبرز إنجازاته هو فوزه بلقب بطولة أفريقيا لكرة القدم للسيدات 2008 وألتي استضافتها على أراضيها.